# روزهای خوش (نمایشنامه)

روزهای خوش نمایشنامه‌ای است در دو پرده که ساموئل بکت نوشته و اولین‌بار در سال ۱۹۶۱ اجرا شد. این اثر که مورد تحسین منتقدان قرار گرفته است، در فهرست ۴۰ نمایشنامه‌ی برتر تمام دوران به انتخاب روزنامه ایندیپندنت قرار دارد.
در این نمایشنامه، شخصیت وینی که تا کمر در خاک مدفون است، به روال روزانه‌ی خود ادامه می‌دهد و با شوهرش ویلی صحبت می‌کند. ویلی بیشتر اوقات پنهان و خاموش است. جمله‌ای که وینی مکرراً تکرار می‌کند این است: «امروز چه روز خوشی بشه.» در پرده‌ی دوم، او تا گردن در خاک فرو رفته اما همچنان صحبت می‌کند و روزهای خوش گذشته را به یاد می‌آورد.

## خلاصه‌ی نمايش

### پرده‌ی اول
وینی تا کمر در یک تپه کوتاه زیر نور شدید دفن شده است و یک کیف بزرگ سیاه در کنار او قرار دارد. او با صدای زنگی گوش‌خراش از خواب بیدار می‌شود و روز خود را با یک دعا آغاز می‌کند. در حالی که مدام با خود صحبت می‌کند، دندان‌هایش را مسواک می‌زند، آخرین قطره‌های یک بطری تونیک را می‌نوشد و کلاهش را بر سر می‌گذارد. او برای خواندن نوشته‌ی روی مسواک تلاش می‌کند. سپس همسرش، ویلی، را که در پشت تپه پنهان است بیدار کرده و با او صحبت می‌کند. ویلی گهگاه با خواندن تیترهای روزنامه‌اش پاسخ می‌دهد، یکی از آن‌ها وینی را به یاد اولین بوسه‌اش می‌اندازد. هر دو به کارت‌پستالی با محتوای ظاهراً تحریک‌آمیز نگاه می‌کنند. وینی توضیح می‌دهد که گوش دادن ویلی باعث می‌شود او بتواند به صحبت‌هایش ادامه دهد و وقتی ویلی حتی به‌طور مختصر به یکی از سوال‌های او پاسخ می‌دهد، خوشحال می‌شود. ویلی لحظه‌ای کلاهش را از سر برمی‌دارد، اما وینی از او می‌خواهد به سوراخ خود بازگردد. ویلی به‌سختی به داخل سوراخ می‌رود. وقتی داخل می‌شود، وینی بارها از او با شدت‌های مختلف صدا می‌پرسد که آیا صدای او را می‌شنود، و ویلی با عصبانیت فزاینده پاسخ می‌دهد: «بله!» وینی تلاش می‌کند بفهمد آیا ویلی می‌تواند او را ببیند اگر به عقب خم شود، اما ویلی پاسخی نمی‌دهد. وینی مورچه‌ای را می‌بیند که تخم حمل می‌کند و ویلی کلمه «فورمیکاسیون» (به معنای حس خزیدن مورچه‌ها روی پوست) را می‌گوید. هر دو به هم‌آوایی این کلمه با معنای دیگر آن (نزدیکی) می‌خندند. وینی اعلام می‌کند که هرگز فکر نمی‌کرد دوباره صدای خنده‌ی ویلی را بشنود. سپس از او می‌پرسد که آیا او را دوست‌داشتنی می‌بیند یا نه. پس از کمی تأمل، وینی یک تپانچه از کیف خود بیرون می‌آورد و به یاد می‌آورد که ویلی از او خواسته بود آن را از دسترس او دور کند. او تپانچه را به زمین کنار خود می‌اندازد. وینی کم‌کم درباره زندگی‌اش احساس غم می‌کند، اما آن را کنار می‌گذارد. او یک چتر آفتابگیر باز می‌کند تا خود را از خورشید محافظت کند و برای مدت طولانی آن را روی سر خود نگه می‌دارد. وقتی این کار خسته‌کننده می‌شود، متوجه می‌شود که نمی‌تواند چتر را پایین بیاورد. از ویلی کمک می‌خواهد، اما او پاسخی نمی‌دهد. سپس چتر ناگهان آتش می‌گیرد و وینی آن را دور می‌اندازد. با این‌که ویلی هنوز بی‌پاسخ است، وینی او را تحریک می‌کند که ثابت کند هوشیار است، که در نهایت با بلند کردن انگشتی این کار را انجام می‌دهد. وینی درباره‌ی دشواری تحمل خورشید بی‌رحم صحبت می‌کند و زمانی را به یاد می‌آورد که در این تپه دفن نشده بود. او به آینده و تهدید وجودی دفن شدن عمیق‌تر فکر می‌کند. در کیفش یک جعبه‌ی موسیقی پیدا می‌کند که ویلی لحظه‌ای به موسیقی آن آواز می‌خواند، اگرچه درخواست وینی برای اجرای دوباره را نادیده می‌گیرد. وینی ناخن‌هایش را سوهان می‌زند و آخرین افرادی را که از آن‌جا عبور کردند به یاد می‌آورد: آقا و خانمی به نام «شاور» (یا شاید «کوکر») که از او پرسیدند چرا در زمین گیر کرده است. او کیفش را مهیای شب می‌کند. ویلی از سوراخ بیرون می‌آید و وینی آرزو می‌کند که او جایی زندگی کند که بتواند او را بهتر ببیند. ویلی روزنامه‌اش را می‌خواند. وینی از ویلی درباره‌ی ماهیت خوک‌ها می‌پرسد و ویلی پاسخ می‌دهد: «خوک نر اخته‌شده، پرورش‌یافته برای ذبح.» تاریکی بر این زوج سایه می‌اندازد.

### پرده‌ی دوم
وینی اکنون تا گردن در زمین دفن شده است، همچنان کلاه بر سر دارد و کیف و تپانچه نیز در کنار او قرار دارند. او با صدای زنگی که هر بار پس از خوابیدن دوباره به صدا درمی‌آید از خواب بیدار می‌شود. وینی حس می‌کند که ویلی او را نگاه می‌کند، اما دیگر نمی‌تواند او را ببیند و ویلی به صداهای او پاسخ نمی‌دهد. او همچنان به صحبت ادامه می‌دهد، بینی خود را بررسی می‌کند و زمانی را به یاد می‌آورد که دختربچه‌ای به نام میلدرِد شب‌هنگام لباس عروسکش را در اتاق  درآورده بود. اما این خاطره با نگرانی درباره‌ی ویلی و یادآوری‌های بیشتر از آقای و خانم شاور قطع می‌شود. ویلی از پشت تپه بیرون می‌خزد و لباس‌های شیکی به تن دارد که وینی را به یاد روزی می‌اندازد که ویلی از او خواستگاری کرد. او ویلی را تشویق می‌کند در حالی که ویلی تلاش می‌کند از تپه به سمت او بالا بخزد و از شنیدن صدای خرخر او که می‌گوید «وین» خوشحال می‌شود. سپس او آهنگ جعبه‌ی موسیقی را که ترانه‌ای است عاشقانه می‌خواند.

## شخصیت‌ها

### وینی
وینی یکی از آن نقش‌هایی است که به اعتقاد من، بازیگران زن به همان شکلی که بازیگران مرد در پی ایفای نقش هملت هستند، آرزو خواهند داشت آن را بازی کنند؛ یک نقش «قله». – بانو پگی اشکرافت
وینی «زنی حدوداً پنجاه ساله» است که وقت خود را بین «زنگ بیداری و زنگ خواب» با پیروی از یک برنامه روزانه دقیق می‌گذراند. در پرده اول، او به‌صورت منظم وسایل داخل کیفش را بیرون می‌آورد ــ یک شانه، یک مسواک، خمیردندان، یک بطری داروی ثبت‌شده، رژ لب، یک سوهان ناخن، یک تپانچه و یک جعبه موسیقی. این برنامه تا حد یک مراسم ارتقا می‌یابد. دستورالعمل‌های بکت به بیلی وایتلا در سال ۱۹۷۹ این موضوع را تأکید می‌کند:
«این کیف همه چیزی است که او دارد—با عشق به آن نگاه کن... از همان ابتدا باید بدانید که او چه احساسی نسبت به آن دارد... وقتی کیف در ارتفاع مناسب است، داخلش را نگاه کن، ببین چه چیزهایی در آن است و سپس آن‌ها را بیرون بیاور. نگاه کن، بردار، قرار بده. نگاه کن، بردار، قرار بده. وقتی چیزی را برمی‌داری بیشتر نگاه کن تا زمانی که آن را می‌گذاری. هر چیز جای خودش را دارد.»
در پایان روز، او با دقت وسایلش را—به جز تپانچه—جمع‌آوری کرده و دوباره داخل کیف قرار می‌دهد. وینی هرگز عمق کیف را نمی‌کاود (و هرگز جرات نمی‌کند آن را کاوید) ("عمق، به‌خصوص، چه کسی می‌داند چه گنج‌هایی در آن است")، بنابراین کیف او به نوعی صندوق امیدش نیز هست.
وسایل داخل کیف او نیز کارکردهای ثانویه‌ای دارند؛ آن‌ها به‌عنوان کمک‌حافظه عمل می‌کنند. اما بیشتر از آن، مانند نوارهای کراپ یا استخوان‌های لاکی، آن‌ها به گفته مری دال، "معیارهای معنای وجودی" هستند. درک وینی از این اشیا او را به خاطرات روزهای خاص و وقایع مهم در آن‌ها متصل می‌کند.
وسایل او همه در حال فرسودگی یا اتمام هستند. در ابتدای پرده اول، او آخرین جرعه دارویش را می‌نوشد و بطری را دور می‌اندازد، مسواکش تقریباً هیچ مویی ندارد، رژ لب او، به قول بکت، "آشکارا تمام‌شده" است، چتر آفتابگیرش رنگ‌پریده و لبه‌هایش فرسوده است و حتی گردنبند مرواریدش بیشتر نخ است تا مروارید.
وینی یک خوش‌بین ابدی است—رابرت بروستین او را یک "فایده‌گر امیدوار" نامیده است—اما منابع موجود برای خوش‌بینی او در حال تمام شدن هستند و او باید هرچه بیشتر تلاش کند تا ظاهر مثبت خود را حفظ کند، ظاهری که از همان ابتدا بسیار نازک و شکننده است. خوش‌بینی پرزحمت او در تکرار دقیق و خوداصلاح‌گرانه‌اش بیان می‌شود: «اوه امروز یک روز خوش است، این هم یک روز خوش دیگر خواهد بود. به هر حال. تا اینجا.»
بکت او را به «پرنده» تشبیه کرده است و وینی تمام تلاش خود را می‌کند تا از وضعیتش فراتر رود، اما مدام به پایین کشیده می‌شود. او هرگز دلیل یا توضیحی برای وضعیت خود ارائه نمی‌دهد، اما رویایش این است که "به‌سادگی به آسمان آبی پرواز کند ... و شاید روزی زمین او را رها کند و بگذارد برود، کشش بسیار شدید است، بله، زمین ترک بخورد و مرا آزاد کند."

### ویلی
ویلی مردی است «حدوداً شصت ساله». در تضاد آشکار با پرحرفی وینی، ویلی که تحت سلطه وینی قرار دارد، به‌شدت کم‌حرف است. در تمام پرده دوم، ویلی تنها یک کلمه تک‌هجایی و به‌سختی قابل شنیدن می‌گوید. بیشتر دیالوگ‌های او شامل خواندن اعلان‌هایی از روزنامه‌اش است و پاسخ‌های او به وینی—در صورتی که اصلاً زحمت پاسخ دادن را به خود بدهد—مختصر و به‌ندرت ارتباطی هستند. او عمدتاً به‌عنوان چیزی برای صحبت کردن وینی عمل می‌کند—نقشی که توسط وینی، این هنرمند قدیمی سالن‌های موسیقی، به او داده شده است—«فقط اینکه بدانم به‌صورت نظری می‌توانی صدایم را بشنوی، حتی اگر در عمل این کار را نکنی، برایم کافی است.»
او خود را از دید وینی دور نگه می‌دارد و فقط گاه‌به‌گاه از تونلش بیرون می‌آید. تنها علاقه‌اش این است که خود را، به‌صورت مجازی، در روزنامه‌های قدیمی یا کارت‌پستال‌های اروتیک دفن کند یا به‌صورت واقعی، در غارش زیر زمین بخوابد، بدون اینکه به نظر برسد زنگی که وینی را آزار می‌دهد او را تحت تأثیر قرار می‌دهد.
ویلی یک کیفیت کودکانه، اگر نه کاملاً معصومانه، دارد و در بسیاری از مواقع نمایش ممکن است به نظر برسد که وینی در حال صحبت با یک پسر بچه است نه یک مرد بالغ. وینی همچنین به‌عنوان محافظ ویلی عمل می‌کند، نگهبان "برونی"، تپانچه‌ای که او برای جلوگیری از استفاده ویلی از آن برای خودکشی، از او دور نگه می‌دارد.
در حالی که بکت وینی را به پرنده‌ای تشبیه می‌کند، هرچند پرنده‌ای با پرهای آلوده به روغن، او ویلی را به یک "لاک‌پشت" تشبیه می‌کند، هرچند بسیاری از استعاره‌های نمایش او را با خوک‌ها مرتبط می‌کنند:
[در] پرده اول، وینی از حسادت به "حیوان بی‌شعور" سخن می‌گوید، درست قبل از اینکه "بازوی پشمالوی" ویلی بالای تپه ظاهر شود؛ در طول نمایش، ویلی هرگز روی پاهایش نمی‌ایستد، بلکه روی چهار دست‌وپا حرکت می‌کند؛ و وقتی وینی اشاره می‌کند که موهای مسواکش "خالص ... موی ... خوک" است، ویلی با افشای اینکه خوک یک "خوک نر اخته‌شده" است، این نظر را به بُعدی جنسی می‌کشاند. در این زمینه، این عبارت به نظر می‌رسد به ویلی اشاره دارد، زیرا نشانه‌های مختلفی وجود دارد که او به‌صورت استعاری توسط همسر سلطه‌گرش اخته شده است.

## منشأ
بکت نوشتن نمایشنامه را در ۸ اکتبر ۱۹۶۰ آغاز کرد و نسخه‌ی انگلیسی آن را در ۱۴ می ۱۹۶۱ به پایان رساند. او ترجمه‌ی فرانسوی را تا نوامبر ۱۹۶۲ تکمیل کرد اما عنوان نمایشنامه را تغییر داد. در لحظه‌ای از الهام، او عنوان Oh les beaux jours را از شعر «گفت‌وگوی احساسی» اثر ورلن قرض گرفت.
سیریل کوساک ادعا کرد که روزهای خوش، به گفته خود بکت، تحت تأثیر درخواست همسر کوساک، مورین کوساک، نوشته شده بود که از او خواسته بود پس از نمایشنامه‌ی آخرین نوار کراپ، «نمایشی شاد» بنویسد.
بکت در گفتگو با برندا بروس درباره افکاری که هنگام نوشتن نمایشنامه در ذهنش داشت، گفت:
«فکر کردم وحشتناک‌ترین چیزی که می‌تواند برای کسی اتفاق بیفتد این است که اجازه خوابیدن نداشته باشد؛ درست زمانی که داری خوابت می‌برد، یک ‘دونگ’ می‌آید و باید بیدار بمانی؛ زنده‌زنده در زمین فرو می‌روی و پر از مورچه است؛ و خورشید بی‌پایان شبانه‌روز می‌تابد و نه درختی هست … نه سایه‌ای، هیچ چیز، و آن زنگ مدام بیدارت می‌کند و تنها چیزی که داری یک بسته کوچک از وسایلی است که قرار است زندگی‌ات را بگذرانی.» او به زندگی زن مدرن اشاره داشت. سپس گفت: «و فکر کردم چه کسی می‌تواند با آن کنار بیاید و با آواز پایین برود؟ فقط یک زن.»
روزهای خوش اولین‌بار در سال ۱۹۶۱ توسط Grove Press منتشر شد و سپس در سال ۱۹۶۳ توسط Faber.[1] در این مرحله از دوران نویسندگی، بکت به اهمیت بازبینی آثارش در اجراهای واقعی بیشتر آگاه شده بود. او در ۱۸ می ۱۹۶۱ به Grove Press درباره روزهای خوشنوشت و توصیه کرد: «ترجیح می‌دهم متن نمایشنامه قبل از اجرا به هیچ شکلی منتشر نشود و تا زمانی که برخی تمرینات در لندن را ندیده‌ام، در قالب کتاب منتشر نشود. نمی‌توانم بدون کار واقعی انجام‌شده در تئاتر، نسخه نهایی را ارائه دهم.»

## محيط نمايش
وینی در «تپه‌ای کم‌ارتفاع» دفن شده است، «نماد مادر زمین که همه دیگر نمادهای مادر زمین را به پایان می‌رساند». او در سیل بی‌پایان نوری زندگی می‌کند که هیچ گریزی از آن نیست: حتی چتر آفتابی که در مقطعی باز می‌کند آتش می‌گیرد و او را بدون هیچ حفاظی رها می‌کند. ما متوجه می‌شویم که او همیشه این‌گونه دفن نشده بوده، اما هرگز نمی‌فهمیم که چگونه در این وضعیت به دام افتاده است.
تعدادی پیشنهاد برای توضیح منبع اصلی تصاویر نمایش ارائه شده است. جیمز نولسن تصاویر فیلم سگ اندلسی اثر لوئیس بونوئل در سال ۱۹۲۸ یا عکسی از انگس مک‌بین از فرانسیس دی را پیشنهاد کرده است.
بکت می‌خواست صحنه دارای «حداکثر سادگی و تقارن» باشد، با «یک پرده عقب پومپی مصنوعی برای نشان دادن دشتی بدون وقفه و آسمانی که در دوردست به هم می‌رسند». او نوشت: «چیزی که باید کل صحنه، آسمان و زمین را توصیف کند، یک واقع‌گرایی احساسی ناموفق و کیفیت مضحک تقلید بد جدی است که در یک موزیکال درجه سه یا پانتومیم می‌بینید.»
صحنه یادآور کارت‌پستال‌های کنار دریاست: وینی در شن دفن شده و ویلی با دستمال گره‌خورده‌اش و کلاه قایقرانی‌اش حضور دارد. پرده پس‌زمینه مصنوعی، همچنین، شبیه پرده‌هایی است که عکاسان در مکان‌های تفریحی استفاده می‌کنند: تصویری از بدنی نقاشی‌شده روی یک تخته چوبی با سوراخی برای قرار گرفتن سر. حتی عنوان نمایش، روزهای خوش، عبارتی است که معمولاً هنگام یادآوری چنین تعطیلاتی استفاده می‌شود. جالب اینجاست که بکت روی این نمایش در حالی کار می‌کرد که در تفریحگاه ساحلی فولکستون انگلستان اقامت داشت، در طول دو هفته‌ای که موظف بود پیش از ازدواج رسمی با سوزان در این منطقه حضور داشته باشد.
این نمایش همچنین یادآور سالن‌های موسیقی است. کلاه قایقرانی ویلی که به‌طور «زاویه‌دار و کج»  بر سر دارد، شخصیت او را به‌وضوح در سنت سالن موسیقی قرار می‌دهد، همان‌طور که لباس رسمی او در نیمه دوم نمایش. به‌طور تاریخی، کلاه‌های قایقرانی تا حدود دهه ۱۹۲۰ به‌عنوان پوشش سر مد بودند، اما از آن زمان آفتاب‌گرفتن محبوبیت یافت؛ پیش از این، معمولاً زنان با استفاده از چترهای آفتابی برای محافظت از پوست سفیدشان در برابر پرتوهای مضر خورشید دیده می‌شدند.

## درونمایه
این نمایشنامه، با وینی که در زمین دفن شده و ویلی که روی آن می‌خزد، به‌وضوح عجیب است. بکت می‌گوید: «عجیب‌بودن، شرط لازم نمایش و گرفتاری وینی در آن بود.» او در تمرین‌های برلین گفت: «در این نمایش، ترکیبی از عجیب و عملی، رازآمیز و واقعی وجود دارد. این نقطه کلیدی کمدی و تراژدی آن است.»
پرسش «این به چه معناست؟» در نمایش توسط رهگذری به نام آقای شاور (یا کوکر) بیان می‌شود. بکت در نامه‌ای به آلن اشنایدر این مسئله را توضیح داده است:
شاور و کوکر از واژه‌های آلمانی schauen و gucken (به معنای نگاه کردن) گرفته شده‌اند. آن‌ها نمایانگر تماشاگرانی هستند که می‌خواهند معنای چیزها را بدانند.
وینی با تلخی می‌گوید: «چرت‌وپرت همیشگی». اما خانم شاور پاسخی غیرمستقیم می‌دهد: «ایده تو چیست؟ منظورت چیست؟»
این نمایش در برابر پاسخ‌دادن مقاومت می‌کند. وقتی کی بویل از بکت پرسید چرا ویلی به سمت وینی دست دراز می‌کند، او پاسخ داد:
این پرسش که ویلی به دنبال چیست—وینی یا هفت‌تیر—مانند پرسش در نمایش همه آن‌هایی که می‌افتند است که آیا آقای رونی دختربچه را از واگن قطار بیرون انداخت یا نه. و پاسخ هر دو مورد یکی است: ما نمی‌دانیم، حداقل من نمی‌دانم. چیزی که برای من ضروری است—چه از نظر تکنیکی و چه غیر از آن—ایجاد ابهام در انگیزه‌ها است، که امیدوارم به‌وضوح توسط وینی بیان شده باشد: «آیا دنبال منی، ویلی، یا چیز دیگری؟ دنبال بوسه‌ای هستی، ویلی، یا چیز دیگری؟» و همچنین با برجستگی هفت‌تیر که در ابتدای پرده دوم در دستورات صحنه ذکر شده است. آزمایش این شک، به لحاظ دراماتیک، فرصتی بود که نباید از دست می‌رفت و نباید با حل‌کردن آن خراب می‌شد.»
بااین‌حال، استعاره اصلی نمایش روشن است: وینی به‌طور اجتناب‌ناپذیری در شن‌های زمان و ناامیدی فرو می‌رود.
در روزهای خوش، وضعیت وجودی شخصیت‌ها در قالب تپه‌ای که دور وینی سفت‌تر می‌شود و او را عمیق‌تر فرو می‌برد، به تصویر کشیده شده است. هرچه او به پایان نزدیک‌تر می‌شود، روند فرو رفتنش کندتر می‌شود و هیچ‌گاه پایان نمی‌رسد تا او را از درد خفه‌شدن در تپه رها کند. بکت می‌خواهد لحظات تکراری مرگ را نمایش دهد، نه خود مرگ را. شخصیت‌های او می‌خواهند زندگی را تمام کنند، اما پایان هرگز نمی‌رسد، زیرا ساعت کندتر و کندتر می‌شود. همیشه هنوز زمانی باقی است.
ساختار دو پرده‌ای نمایش، گذر زمان را تأکید می‌کند. پرده دوم تاریک‌تر از پرده اول است و وینی از این آگاه است: «این‌که همیشه همان چیزی باشی که هستی—و این‌قدر تغییر کرده باشی از آن‌چه بودی.» در پرده دوم او دیگر نمی‌تواند تصور کند که تسکینی وجود داشته باشد، و دیگر نمی‌تواند دعا کند، همان‌طور که در آغاز نمایش انجام می‌داد. اگرچه همچنان عبارت «روز خوش» را به زبان می‌آورد، اما دیگر باعث لبخند او نمی‌شود.
این نمایش، مانند زندگی، دارای زیرمتن قوی جنسی است. «در اجرای روزهای خوش سال ۱۹۷۹، بکت به‌طور خاص بر جذابیت فیزیکی [بیلی] وایتلاو تأکید کرد... جایی که بیشتر وینی‌ها، مانند پگی اشکروفت و آیرین ورث، ظاهری مادرانه داشتند، بکت وینیِ وایتلاو را به یک افسونگر تبدیل کرد، با لباسی مشکی و یقه باز، چشمانی خیره‌کننده، رژ لبی اغراق‌آمیز... زنی که اگرچه دیگر جوان نیست، همچنان بعدی قدرتمند از جذابیت جنسی دارد.» خاطرات او اغلب رنگ‌وبوی جنسی دارند: نشستن روی زانوی چارلی هانتر، اولین بوسه‌اش، دو توپ، برخوردی در انبار ابزار، و زمانی که ویلی کارت‌پستال اروتیک را به او می‌دهد، او وقت می‌گذارد تا آن را بررسی کند، پیش از اینکه با تظاهر به ناراحتی آن را بازگرداند. داستانی که از کنجکاوی جنسی دختربچه‌ای به نام میلدرد (نام اولیه وینی توسط بکت) تعریف می‌کند نیز واقعاً نگران‌کننده است.
یک موش، از نظر فرویدی، نمادی فالیک است و شخصیت‌های بکت اغلب به‌صورت سوم‌شخص خودزندگی‌نامه‌گونه صحبت می‌کنند. همچنین عروسک گردنبندی مرواریدی دارد، مانند خود او. این به این معنا نیست که کودک وحشت‌زده (درصورتی‌که داستان تمثیلی باشد) به همسر سرد تبدیل شده است؛ او درباره روابط جنسی به‌خوبی صحبت می‌کند و نسخه‌های اولیه نمایش حتی نشان می‌دهند که زندگی جنسی آن‌ها در طول سال‌ها کاهش یافته است. به‌نظر می‌رسد که روابط جنسی بین او و ویلی—که در انگلیسی رایج به‌عنوان استعاره‌ای برای آلت مردانه استفاده می‌شود—از دید او کمبود داشته است:
زمانی بود که می‌توانستم کمکت کنم... و زمانی قبل از آن که این کار را می‌کردم... تو همیشه نیاز شدیدی به کمک داشتی، ویلی.
شاید به همین دلیل است که او با یادآوری مردان دیگر او را اذیت می‌کند، تا او را از نظر جنسی و تخیلی تحریک کند. نمایش پر از کنایه‌های جنسی است. «و این رابطه جنسی است که مسئول ادامه زندگی است، که انسان را به‌طور اجتناب‌ناپذیری به رنج می‌کشاند. کنایه‌های جنسی در تضاد با تصاویر عقیم یا "نابودی" قرار دارند.»

## زبان
بسیاری از شوخی‌های نمایش بازی با زبان هستند. یک شوخی تکرارشونده درباره نوشته روی مسواک وینی است. او برای خواندن آن تلاش می‌کند و ابتدا کلمه «خالص» را می‌بیند و سپس به تدریج صفت‌های بیشتری را می‌خواند اما هرگز به اسم کلیدی نمی‌رسد. وقتی بالاخره متوجه می‌شود که از «موی زبر خوک» ساخته شده است، از ویلی می‌خواهد "خوک" را تعریف کند. تعریف ویلی («خوک نر اخته‌شده. پرورش‌یافته برای ذبح») خلاصه‌ای از وضعیت او را نشان می‌دهد. آن‌ها کلمه غیرمعمول‌تر را نادیده می‌گیرند: «موهای زبر» (setae) موهای سختی هستند که هدفشان در کرم، گرفتن سطح و کمک به حرکت بدون عقب رفتن است.
وینی برای به یاد آوردن نقل‌قول‌هایی از متون کلاسیک تلاش می‌کند، درحالی‌که نقل‌قول‌های ویلی از مطبوعات عامه‌پسند هستند:
در انتخاب بکت از نقل‌قول‌ها و اشاره‌های غیرمستقیم، تقریباً هر دوره‌ی تاریخی نمایان است: فلسفه‌های یونان پیش از مسیحیت، مذهبی‌بودن کورکورانه و ایدئالیسم مسیحی قرون وسطی، انسان‌گرایی رنسانس، عقل‌گرایی قرن هجدهم و رمانتیسیسم قرن نوزدهم. فلاسفه، ادبیات و مذاهب انسان غربی اسطوره‌شناسی پراکنده‌ای را تشکیل می‌دهند که در برابر آن وینی شکست می‌خورد و رنج می‌کشد، و مانند فویل یک جواهر، اسطوره‌شناسی رنج را برجسته می‌کند.
حرف‌زدن دلیل وجودی وینی است؛ کلمات از او به شکلی بی‌پایان جاری می‌شوند. او از «کلیشه‌ها برای عایق‌بندی [خود] در برابر سختی‌های زندگی» استفاده می‌کند. در متون بکت، زبان جهان را پنهان می‌کند و با جدا کردن فرد، تسلی می‌بخشد. «به‌طور کلی، در جهان بکت زبان وسیله‌ای برای انتقال معنا نیست، بلکه مرهمی برای زخم‌های زندگی است.»
آهنگ پایانی نمایش یک والس دونفره به نام «من تو را این‌قدر دوست دارم» از اپرای بیوه‌ی شاد است.

## ترجمه به فارسی
«روزها خوش» تا کنون سه بار به فارسی برگردانده شده است؛ نخستین ترجمه به دست م‍ن‍ی‍ژه‌ ک‍ام‍ی‍اب‌ و ح‍س‍ن‌ ب‍ای‍رام‍ی به سال ۱۳۴۸، پس از آنان‌ نجف دریابندری در نمایشنامه‌های بکت در سال ۱۳۴۷ (انتشارات نیل) انجام شد و سال‌ها بعد (۱۴۰۳) مهدی نوید (نشر چشمه) ترجمه‌ی دیگری از این اثر عرضه کرد.